# 拉斯波萨达斯
拉斯波萨达斯，或译作客栈，是拉丁美洲部分国家及美国拉美人社群庆祝的一个持续9天的节日，通常在每年的12月16日至平安夜（12月24日）之间庆祝。

## 历史
源自西班牙语单词，意为“客栈”，而在该节日的传说中则指耶稣诞生故事中的旅馆。拉斯波萨达斯的起源可追溯到16世纪来到墨西哥地区的西班牙天主教传教士，在传说中，圣母玛利亚是历经九月怀胎，并与圣若瑟苦苦寻找生下耶稣的住所。西班牙传教士最初将此典故作为向当地人传教的一种形式，随着西班牙传教士的引入与数百年时间的推移，拉斯波萨达斯逐渐成为墨西哥等拉美国家重要的节日之一，并融入了各国的本土文化元素。

## 庆祝活动与习俗
拉斯波萨达斯在圣诞节前九天，即12月16日至12月24日之间进行，以纪念圣母玛利亚怀胎九月。在节日中，人们会进行室外、室内的两组活动，在室外的人们会扮演成圣母玛利亚和圣若瑟，来来回回重演传说中他们寻找住所的场面，扮演成天使的小孩则穿戴一品红、唱着颂歌带领队伍游行，直至某个事先被指定的旅馆“允许”他们进入。此后，人们便在这间房子里开始举行派对，人们会先诵读一篇简短的祈祷文诗，而后蒙着眼睛用棍子打碎一个装有水果和糖果（代表上帝的祝福）的传统的七角形皮纳塔，象征着在美德的帮助下以信仰战胜了诱惑。
活动结束后，大家开始享用美食，房间的主人为大家提供美食和热饮。在节日发祥地墨西哥，房主提供的墨西哥传统食物会包括圣诞潘趣酒、塔马利（也译作玉米粉蒸肉或玉米粽子）、阿吉纳尔多或博洛（Aguinaldo or Bolo，一种小糖果袋）等。

## 别地差异
在不同的西班牙语社群，庆祝习俗也各有不同。在美国，得克萨斯州的圣安东尼奥自1966年起会在城内举行大型游行，沿圣安东尼奥河滨步道自阿内森河剧院一路游行至圣费尔南多主教座堂；在曾被西班牙殖民过的菲律宾，当地居民也会在12月16日至24日间举行黎明弥撒活动，菲律宾人有与之相差较大的庆祝习俗，并在节日中食用菲律宾传统美食。在南美洲的哥伦比亚、委内瑞拉和厄瓜多尔，当地人会在这段时间庆祝婴儿耶稣的九日敬礼。